# Seznam parmských vévodů

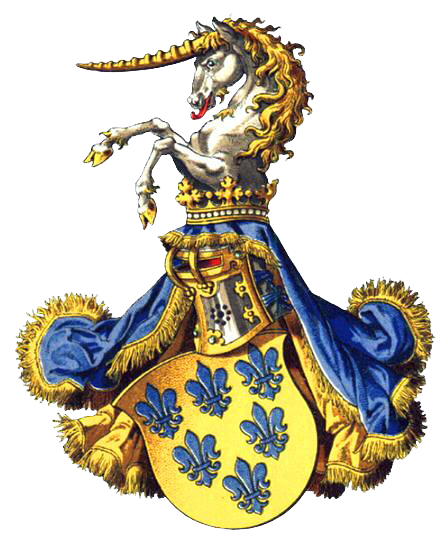
Erb Vévodství parmského a piacenzského

Tento seznam zahrnuje vévody z Parmy. Od roku 1556 byli tito také vévody z Piacenzy. V letech 1748 až 1848 byli rovněž i vévody z Guastally.

## Dynastie Farnese
- 1545–1547: Pier Luigi Farnese
- 1547–1586: Ottavio Farnese
- 1586–1592: Alessandro (Alexander) Farnese
- 1592–1622: Ranuccio I. Farnese
- 1622–1646: Odoardo I. Farnese
- 1646–1694: Ranuccio II. Farnese
- 1694–1727: Francesco Farnese
- 1727–1731: Antonio Farnese

1731: Antoniem vymírá dynastie Farnese v mužské linii.

## Bourboni
- 1731–1735: Karel I.

## Habsburkové
- 1735–1740: Karel II.
- 1740–1748: Marie Terezie

## Bourboni
- 1748–1765: Filip Parmský (syn Filipa V. Španělského)
- 1765–1802: Ferdinand

1801: Napoleon anektuje Parmu.

## Napoleonští vévodové z Parmy (dynastie Bonaparte)
- 1806–1808: Pauline Bonaparte (vévodkyně z Parmy a Guastally)
- 1808–1814: Jean-Jacques Régis de Cambacérès
- 1808–1814: Charles-François Lebrun (vévoda z Piacenzy)

1814: Smlouvou z Fontainebleau přechází Parma na Napoleonovu manželku Marii Louisu Rakouskou, což je roku 1815 potvrzeno na Vídeňském kongresu.

## Lotrinští
- 1814–1847: Marie Luisa

## Bourboni
- 1847–1849: Karel Ludvík
- 1849–1854: Karel III.
- 1854–1860: Robert I.

Roku 1854 se Robertova matka, vévodkyně Louisa Marie Tereza Francouzská, roz. de Berry, stává regenkou parmskou. V roce 1859 prchá Louisa Marie se svými dětmi do Švýcar a později do Rakous. Roku 1860 přechází Parma pod království sardinské. Titul Vévoda z Parmy je od té doby předáván mužským potomkům.

## Titulární vévodové z Parmy od roku 1860
- 1860–1907: Robert I.
- 1907–1939: Jindřich
- 1939–1950: Josef
- 1950–1959: Eliáš
- 1959–1974: Robert II.
- 1974–1977: František Xaver
- 1977–2010: Karel Hugo
- od 2010: Karel (V.)